# Нагрудный знак «За заслуги перед польской культурой»
Нагрудный знак «За заслуги перед польской культурой» (пол. odznaka honorowa «Zasłużony dla Kultury Polskiej») — почётная награда Министерства культуры и национального наследия Польши за вклад в развитие польской культуры.

## История
Награда учреждена 10 сентября 1969 года распоряжением министра культуры и искусства ПНР, а с 5 января 2012 года присуждается на основании распоряжения министра культуры и национального наследия Польши.

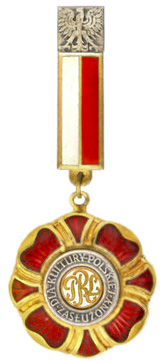
Знак периода ПНР

Французское название (использовавшееся на удостоверениях одновременно с польским) — l’ordre du «Mérite culturel», то есть "орден «За заслуги перед культурой».

## Статут
Награждаются польские и иностранные граждане и организации за заслуги перед польской культурой. Нагрудный знак присуждается от имени Министра культуры и национального наследия Польши.

## Порядок награждения
Министр культуры и национального наследия награждает по собственной инициативе или по представлению.
Правом представлять к награде обладают:
- сенаторы и депутаты Сейма,
- министры и руководители центральных учреждений,
- воеводы,
- единицы территориального самоуправления,
- субъекты, ведущие культурную деятельность, в том числе общественные организации, ассоциации и фонды, действующие в сфере культуры,
- профсоюзы,
- директора учреждений культуры, находящихся в ведении государства и местного самоуправления
- директора художественных школ,
- ректоры высших учебных заведений,
- руководители дипломатических представительств или консульских учреждений Республики Польша.

Решения Министра культуры и национального наследия не подлежат обжалованию.

## Граждане СССР и России, награждённые знаком
- И. К. Архипова
- С. В. Думин (1998)
- Б. А. Кежун
- С. П. Хаджибаронов
- В. Я. Шаинский
- С. В. Михалков
- Е. Ю. Сидоров
- М. А. Фёдорова
- К. В. Душенко
- С. Г. Филь[1] (2001)
- Г. З. Филь, председатель общества «Лятарник» (2003)
- А. В. Кобак, директор Фонда имени Д. С. Лихачёва (2011)
- Г. П. Сафронов. "Союзкнига".
- К. Я. Старосельская